# Volynka (vattendrag i Vitryssland)
Volynka (ryska: Волынка) är ett vattendrag i Belarus.   Det ligger i voblasten Vitsebsks voblast, i den nordöstra delen av landet, 250 km nordost om huvudstaden Minsk.
Trakten runt Volynka består till största delen av jordbruksmark. Runt Volynka är det ganska tätbefolkat, med 139 invånare per kvadratkilometer.